# Estación de Majima
La Estación de Majima  (間島駅 Majima eki?) es una estación de ferrocarril en la Línea Principal de Uetsu en la ciudad de Murakami, Niigata, Japón, operado por la East Japan Railway Company (JR East). 

## Líneas
La estación de Majima está servida por la Línea Principal Uetsu, y se encuentra a 66.5 kilómetros del inicio de la línea en la Estación Niitsu.

## Diseño de estación
La estación consta de una plataforma lateral y una plataforma central conectada por un cruce de nivel.

### Ándenes
| 1 | ■ Línea Principal Uetsu | para Tsuruoka y Sakata |
| 2 | ■ Línea Principal Uetsu |                        |
| 3 | ■ Línea Principal Uetsu | para Murakami y Niitsu |

## Estaciones adyacentes
| «                     | «                     | Servicio              | »                     | »                     |
| Línea Principal Uetsu | Línea Principal Uetsu | Línea Principal Uetsu | Línea Principal Uetsu | Línea Principal Uetsu |
| --------------------- | --------------------- | --------------------- | --------------------- | --------------------- |
| Murakami              |                       | Local                 |                       | Echigo-Hayakawa       |

## Historia
La estación de Majima abrió el 31 de julio de 1924. Con la privatización de Ferrocarriles Nacionales japoneses (JNR) el 1 de abril de 1987, la estación pasó a estar controlada por JR East.